# سنگ نگاره‌های کوه سیاه
سنگ نگاره‌های کوه سیاه مربوط به دوران‌های تاریخی پس از اسلام است و در شهرستان کمیجان، بخش میلاجرد، دهستان میلاجرد، روستای حسین‌آباد شکرایی واقع شده و این اثر در تاریخ ۱۵ دی ۱۳۸۷ با شمارهٔ ثبت ۲۴۳۰۲ به‌عنوان یکی از آثار ملی ایران به ثبت رسیده است.